# Евграфов, Садофий Петрович
Садофий Петрович Евграфов (19 сентября [2 октября] 1913, Ярославский уезд, Ярославская губерния — 5 октября 1944, Шяуляйский район) — советский военный. Участник боёв у озера Хасан и Великой Отечественной войны. Герой Советского Союза (1945, посмертно). Подполковник.

## Биография
Садофий Петрович Евграфов родился 19 сентября (2 октября) 1913 года в деревне Горохово Ярославского уезда Ярославской губернии Российской империи (ныне Некрасовский район Ярославской области Российской Федерации) в крестьянской семье. Окончил восьмилетнюю школу в селе Красное, затем школу ФЗУ. Работал слесарем Борской машинно-тракторной станции, которая в последующем была перенесена в посад Большие Соли (ныне село Некрасовское). В 1933 году Садофий Евграфов окончил Костромской индустриальный техникум (ныне Костромской энергетический техникум имени Ф. В. Чижова).
В ряды Рабоче-крестьянской Красной Армии С. П. Евграфов был призван в конце 1933 года. Окончил полковую школу, затем был направлен в 1-ю Советскую Объединённую военную школу РККА имени ВЦИК, которую он с отличием окончил в ноябре 1936 года. Служил командиром батареи 66-го гаубичного артиллерийского полка Особой Краснознамённой Дальневосточной армии. В августе 1938 года Садофий Петрович участвовал в вооружённом конфликте на озере Хасан, в ходе которого его подразделение поддерживало наступление 32-й стрелковой дивизии. В 1939 году С. П. Евграфов был переведён на должность начальника штаба 215-го гаубичного артиллерийского полка 25-й армии Дальневосточного фронта.
В июле 1943 года Садофию Петровичу было присвоено очередное воинское звание — майор, после чего 19 июля 1943 года он получил назначение на должность начальника штаба в 94-й тяжёлой гаубичной артиллерийской бригады 21-й артиллерийской дивизии прорыва резерва Верховного Главнокомандования Калининского фронта (с 16 октября 1943 года — 1-й Прибалтийский фронт). Осенью 1943 года майор С. П. Евграфов участвовал в Духовщинско-Демидовской, Невельской и Городокской операциях. В начале 1944 года Садофию Петровичу было присвоено звание подполковника, после чего он был назначен командиром 1310-го лёгкого артиллерийского полка 21-й артиллерийской дивизии.
В феврале-марте 1944 года в качестве командира полка Садофий Петрович участвовал в Витебской операции, в ходе которой продемонстрировал хорошую организацию взаимодействия артиллерии со стрелковыми частями. Поддерживая наступление 90-й гвардейской стрелковой дивизии, 1310-й лёгкий артиллерийский полк во многом обеспечил её успешные действия, только за период с 10 по 13 марта 1944 года уничтожив 3 артиллерийские и 2 миномётные батареи, 11 огневых точек и до двух рот вражеской пехоты.
23 июня 1944 года началась операция «Багратион», в ходе которой 21-я артиллерийская дивизия поддерживала наступление стрелковых частей 6-й гвардейской и 43-й армий. При прорыве вражеской обороны у деревни Сиротино Шумилинского района Витебской области Белоруссии, 1310-й лёгкий артиллерийский полк уничтожил 18 огневых точек противника, 7 противотанковых орудий, 2 миномётных и 1 артиллерийскую батареи, 3 немецких наблюдательных пункта. Развивая наступление, 28 июня 1944 года полк Евграфова вышел к реке Западная Двина и, подавив огневые точки противника, обеспечил форсирование реки подразделениями 51-й гвардейской стрелковой дивизии. После захвата плацдарма стрелковыми подразделениями подполковник С. П. Евграфов сумел быстро переправить орудия полка через водную преграду, чем обеспечил высокий темп наступления.
После форсирования Западной Двины войска 1-го Прибалтийского фронта вступили на территорию Литвы и сразу приступили к осуществлению Шяуляйской операции. 30 июля войска фронта овладели немецкими опорными пунктами в Литве и Латвии — городами Биржай и Бауска, а 31 июля — Митавой (ныне Елгава). Подвижные соединения фронта в это время вышли на побережье Рижского залива и перерезали сухопутные коммуникации группы армий «Север». 4 августа 1944 года немцы нанесли в районе Биржая контрудар, потеснив стрелковые части 60-го стрелкового корпуса. Однако артиллеристы Евграфова не дрогнули и отбили пять атак противника, уничтожив 8 танков, 2 бронетранспортёра и до батальона немецкой пехоты. После этого 1310-й полк обеспечил прикрытие подразделений 71-й гвардейской стрелковой дивизии при форсировании реки Мемели северо-западнее Биржая, подавив огонь 7 станковых и 9 ручных пулемётов.
16 августа 1944 года, стремясь деблокировать окружённую курляндскую группировку, немецкое командование нанесло в Прибалтике мощный контрудар. На позиции соединений Красной Армии, державших оборону в районе литовского посёлка Круопяй, немцы бросили в бой более 100 танков и самоходных артиллерийских установок из состава 14-й танковой дивизии и три батальона пехоты. Находившийся во время немецкого контрнаступления на своём наблюдательном пункте на колокольне церкви в посёлке Круопяй, подполковник С. П. Евграфов при приближении танковых колонн вызвал огонь артиллерии на себя. В ходе отражения контрудара противника артиллерийский полк подполковника С. П. Евграфова уничтожил 17 вражеских танков и подавил огонь 31 огневой точки.
Отразив контрнаступление немецких войск в Прибалтике, войска 1-го Прибалтийского фронта начали подготовку к Мемельской операции. Однако в день начала операции 5 октября 1944 года при прорыве немецкой обороны на реке Вента в районе посёлка Куршенай подполковник С. П. Евграфов погиб. Указом Президиума Верховного Совета СССР от 24 марта 1945 года за образцовое выполнение боевых заданий командования на фронте борьбы с немецкими захватчиками и проявленные при этом отвагу и геройство подполковнику Евграфову Садофию Петровичу было присвоено звание Героя Советского Союза посмертно. Похоронен С. П. Евграфов в городе Шяуляе Литовской Республики.

## Награды
- Медаль «Золотая Звезда» (24.03.1945, посмертно);
- орден Ленина (24.03.1945, посмертно);
- орден Александра Невского (30.04.1944);
- орден Отечественной войны 1 степени (27.08.1943).

## Память
- Мемориальная доска в честь Героя Советского Союза С. П. Евграфова установлена на фасаде Красносельской школы в селе Красное Ярославского района Ярославской области.

## Документы
- Общедоступный электронный банк документов «Подвиг Народа в Великой Отечественной войне 1941—1945 гг.» Архивировано 13 марта 2012 года. № в базе данных 150010182. Архивировано 16 августа 2012 года., 46801543. Архивировано 23 сентября 2012 года., 46761437. Архивировано 23 сентября 2012 года., 18078931. Архивировано 23 сентября 2012 года., 35047517. Архивировано 5 октября 2012 года.
- Обобщенный банк данных «Мемориал». Архивировано 10 мая 2012 года. ЦАМО, ф. 33, оп. 563785, д. 3. Архивировано 5 октября 2012 года., ЦАМО, ф. 33, оп. 594259, д. 24. Архивировано 5 октября 2012 года.